# Taeniomastix pubiseta
Taeniomastix pubiseta är en tvåvingeart som först beskrevs av Friedrich Georg Hendel 1914.  Taeniomastix pubiseta ingår i släktet Taeniomastix och familjen Pyrgotidae. Inga underarter finns listade i Catalogue of Life.